# ルドゥート (民間軍事会社)
PMCルドゥートまたはPMCリダウト(ロシア語: ЧВК «Редут»、PMC "Redut")は、ロシアの民間軍事会社。「ルドゥート・アンチテラー」「シールド(Shield)」とも呼ばれる。
2003年に設立されたオレル・アンチテラー社(Антитеррор-Орёл )を始めとする「アンチテラー・ファミリー」の系列であり、第45独立親衛特殊任務連隊などスペツナズの隊員らによって2008年に設立された。
戦争参加時はGRU麾下のロシア義勇突撃隊(ロシア語: Добровольческий штурмовой корпус)としてロシア軍の指揮下に入る。

## 概要
2008年の設立後、ルドゥートは南オセチア紛争に派遣され、アブハジア軍のアドバイザーとしての職務を行った。この他、シリア、イラク、アフガニスタン、ソマリア、旧ユーゴスラビア諸国などで活動歴がある。
2022年ロシアのウクライナ侵攻にロシア軍やワグネル・グループなどと共に参戦した。2023年、ワグネルが蜂起したことで政府に制裁されると、ルドゥートは元構成員を大量に雇用。現在ではルドゥート構成員の大半が元ワグネルの経歴を持っている。また、これまでワグネルが担ったアフリカやシリアでの業務もルドゥートに引き継がれる可能性が指摘されていた。

## 編成
- ベテラン大隊
- ドン旅団(多民族のコサックにて編成)
- ポトク大隊(ガスプロムのPMCから併合)
- エスパノラ大隊(フーリガンにて編成)
- ウルヴズ大隊(第16独立特殊任務連隊監督下で活動)
- ベアーズ旅団

その他、「リモフツィ」「アックス」「フーリガンズ」「マリーンズ」といった小～中隊が存在する。